# 中村瑞隆
中村 瑞隆（なかむら ずいりゅう、1915年2月23日-2003年11月15日）は、日蓮宗の僧、仏教学者、立正大学学長を務めた。
青森県出身。1941年立正大学文学部仏教学科卒、同大学院修了。45年専門部講師、48年助教授、49年立正大学講師、50年助教授、61年教授、66年「如来蔵思想研究」で九州大学文学博士。73年法華経文化研究所長。1977年仏教伝道文化賞受賞。1983-86年立正大学長、名誉教授。1987年、勲三等瑞宝章受章。日本学術会議会員。

## 著書
- 『釈尊とその思想』平楽寺書店 法華新書 1955
- 『仏教の聖典 勝鬘経』宝文館 1960
- 『究竟一乗宝性論研究 梵漢対照』山喜房仏書林 1961
- 『仏教を読む 4 ほんとうの道 法華経』集英社 1984
- 『釈迦の故城を探る 推定カピラ城跡の発掘』雄山閣出版 2000

### 共編著・訳
- 『梵字事典』三友健容,石村喜英共編著 雄山閣 1977
- 『法華経の思想と基盤 法華経研究』編 平楽寺書店 1980
- 『法華経 現代語訳』春秋社 1995-98
- 『大正新脩大蔵経 索引 第32巻 続経疏部 1』編 大蔵経学術用語研究会 1987
- 『ティラウラコット ネパール王国タライ地方における城塞遺跡の発掘調査報告 1(本文編)』共編著 雄山閣出版 立正大学ネパール考古学調査報告 2000